# St. Vitus (Venhaus)

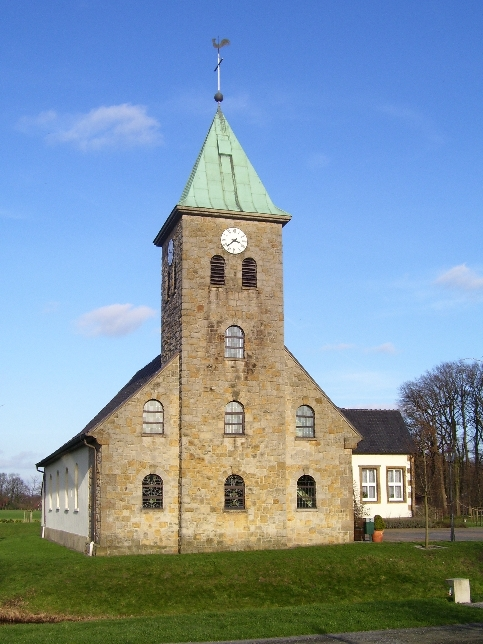
St. Vitus in Venhaus

St. Vitus ist die römisch-katholische Kirche in Venhaus, einem Ortsteil von Spelle, Landkreis Emsland in Niedersachsen. Sie gehört zum Dekanat Emsland-Süd und ist Teil der Pfarreiengemeinschaft Spelle-Venhaus-Lünne-Schapen.

## Geschichte
1619 wurde an die bestehende Wasserburg in Venhaus ein Querflügel als Herrenhaus angebaut. Dieser Neubau diente später als Kapelle. Während die Burg im Dreißigjährigen Krieg fast völlig zerstört wurde, blieb die Kapelle einigermaßen erhalten.  Ende des 17. Jahrhunderts wurde das ehemalige Herrenhaus zur Kirche umgebaut. Im Turm der Kirche hängt ein dreistimmiges Geläute von Bronzeglocken der Glockengießerei Otto aus Bremen-Hemelingen. Die Glocken wurden im Jahr 1948 gegossen. Die Disposition der Glocken lautet: gis' – h' – cis'. Das Geläut hat ein Gesamtgewicht von 1175 kg.
Am 1. November 1973 wurde St. Vitus Venhaus eine Kuratie der Pfarrgemeinde St. Johannes der Täufer in Spelle.